# Bataille du Cer
Pour les articles homonymes, voir CER.
Première Guerre mondiale
Batailles
Front des Balkans
- Front austro-serbe : Campagne de Serbie (7-1914)
- Campagne de Serbie (10-1915)
- Le Cer (8-1914)
- La Kolubara (9-1914)
- Salonique (10-1915
- Krivolak (10-1915)
- Kosovo (11-1915)
- Kosturino (12-1915)
- 1re Doiran (8-1916)
- Strymon (8-1916)
- Kaïmatchalan (9-1916)
- 1re Monastir (9-1916)
- 2e Monastir (3-1917)
- 2e Doiran (4-1917)
- Skra-di-Legen (5-1918)
- Vardar (9-1918)
- Dobropolje (9-1918)
- 3e Doiran (9-1918)
- Uskub (9-1918)
- Campagne de Serbie (9-1918)

Front d'Europe de l'Ouest
Front italien
Front d'Europe de l'Est
Front africain
Front du Moyen-Orient
Bataille de l'Atlantique
La bataille du Cer est une bataille de la Première Guerre mondiale qui s'est déroulée du 16 au 20 août 1914 en Serbie, opposant les forces serbes à celles de l'empire d'Autriche-Hongrie. La bataille du Cer doit son nom au mont Cer, sur lequel elle a été menée. C'est aussi la première victoire des Alliés. De nombreux historiens la mentionnent sous le nom de bataille du Jadar. En effet, les principaux combats ont eu lieu près de la rivière du Jadar. Alors que l'état-major serbe s'attendait à une offensive sur Belgrade qui se trouvait à portée des canons de l'armée austro-hongroise, les Autrichiens attaquèrent à l’ouest du royaume de Serbie en traversant la Drina, une rivière jugée difficile à franchir. L’attaque fut menée par Oskar Potiorek, à la tête de 200 000 hommes. Une avant-garde serbe réussit à ralentir cette armée, le temps que l'état-major serbe mette en place une contre-offensive. L'armée serbe était placée sous les ordres de Stepa Stepanović et de Pavle Jurišić Šturm, à la tête de 180 000 hommes.

## Préparation de bataille

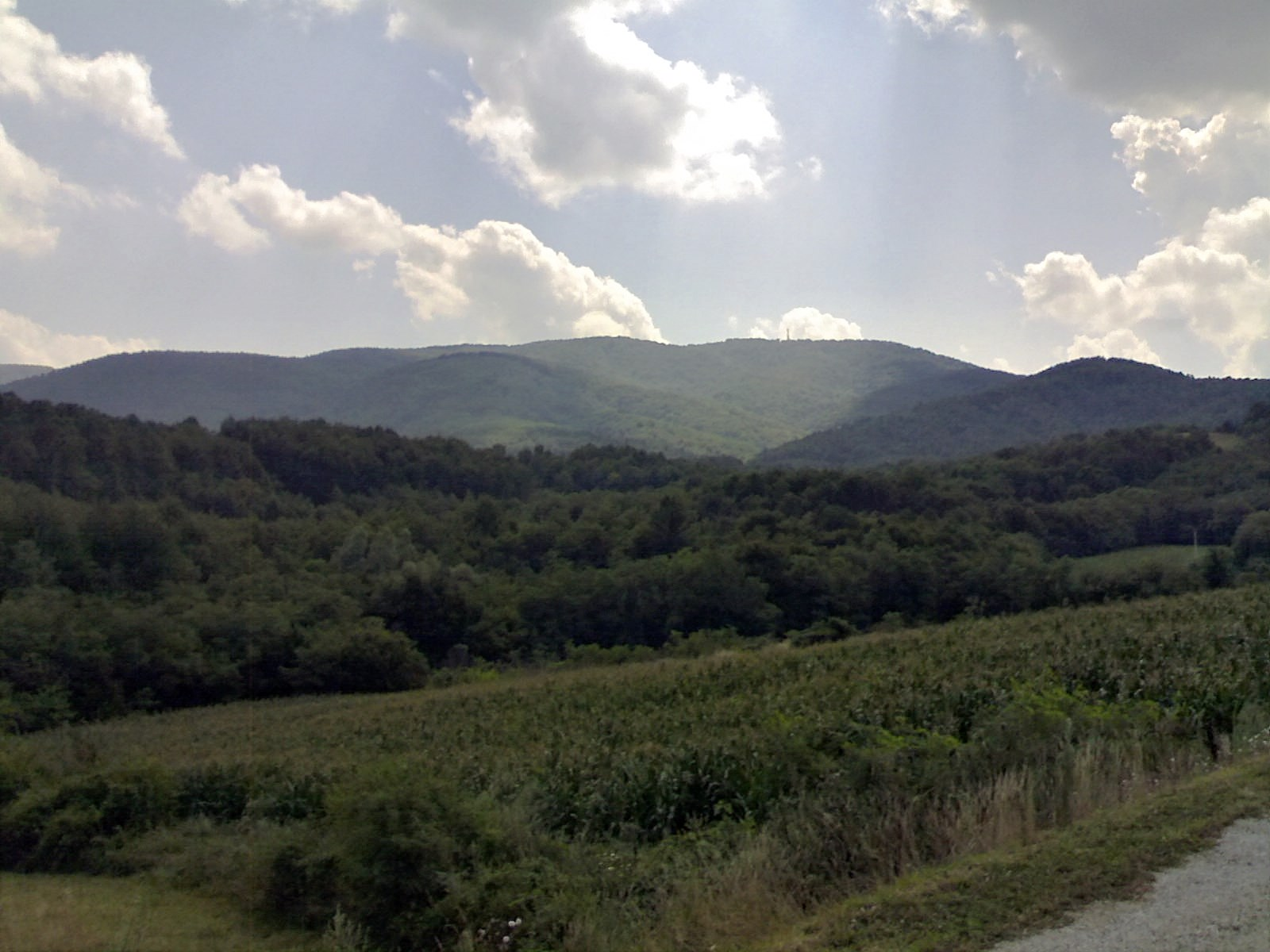
Plaine vers la montagne Cer.

Sachant que l'Empire austro-hongrois prépare une grande offensive d'été en Serbie, le commandement suprême de Serbie organise la défense. En se référant aux conflits passés, l’état-major estime que la principale force austro-hongroise passera par le nord et la vallée de la Morava, tandis que les offensives secondaires traverseront à l’ouest par la Drina. En conséquence, les armées serbes sont déployées de la manière suivante : la Première Armée, sous le commandement du général Petar Bojović, est située sur le territoire de Grocka, Smederevska Palanka ; la Deuxième Armée de terre, sous le commandement du Général Stepe Stepanović, est située dans la zone de Obrenovac, Lazarevac et Aranđelovac ; la Troisième Armée, sous le commandement du Général Pavle Jurišić, défend le nord et le nord-ouest de la frontière de la bouche de Kolubara à Ljubovija ; l’armée de Užice, sous le commandement du général Milos Božanović (en), est située dans la région de Užice.
Face à eux, la Ve armée austro-hongroise sous le commandement du général Frank, est située dans la région de Bijeljina, Zvornik, Priboj, Brčko. La sixième armée, sous le commandement du Général Poćorek, est regroupée dans la région de Vlasenica, Rogatica, Kalinovik, Sarajevo, pendant que la deuxième armée, sous le commandement Bem-Ermolija, est située dans le Srem et le Banat. Le Commandement Austro-hongrois qui concentre la majorité de ses forces sur la Drina, décisive au nord-ouest pour l'orientation stratégique, est quelque peu surpris par le commandement suprême de Serbie.

### Côté austro-hongrois
L'armée austro-hongroise souffre de sous-financement en raison des réticences de la classe dirigeante hongroise. Elle manque de cadres et d'entraînement, et son artillerie est vieillissante. La coopération entre l'infanterie et l'artillerie est presque inexistante.
Oskar Potiorek, gouverneur de Bosnie-Herzégovine, est chargé des opérations. Il a sous ses ordres la Ve armée, soit cinq divisions, et la VIe armée, soit cinq divisions dont quatre de montagne, ainsi que la IIe armée, avec presque sept divisions d'infanterie et une de cavalerie, jusqu'au 18 août, date à laquelle elle doit partir pour le front de Galicie.
Le plan d'invasion austro-hongrois prévoit que la Ve armée traverse la Drina et avance vers Valjevo, soutenue par la IIe armée sur le Danube. Pendant ce temps la VIe armée doit défendre la Bosnie-Herzégovine puis, après cinq jours, passer par Užice pour couper les arrières serbes. Les deux armées doivent ensuite se rejoindre pour avancer ensemble vers Kragujevac et vaincre les forces serbes en Serbie centrale. Le plan austro-hongrois se veut rapide afin de fournir des unités sur le front russe, de persuader la Roumanie de rester neutre et d'écraser la Serbie avant que des révoltes serbes anti-Habsbourg éclatent à l'intérieur de l'empire.
Le plan de Potiorek ne prend pas en compte le caractère fort abrupt, voire montagneux du terrain et l'absence de bonnes routes, ce qui complique la logistique. Les deux armées sont distantes de plus de cent kilomètres, ce qui les empêche de s'entraider, et la IIe armée est cantonnée à un rôle de support, ce qui ne permet pas de l'utiliser efficacement. Vienne sous-estime les capacités militaires de la Serbie.

### Côté serbe
L'armée serbe est forte de 270 000 soldats sans compter de nombreux irréguliers Comitadjis expérimentés et bien armés. Elle est bien équipée[réf. nécessaire] et forte de l'expérience des guerres balkaniques, au contraire de l'armée austro-hongroise qui n'a pas combattu depuis deux générations. Radomir Putnik, stratège confirmé des guerres balkaniques, détient le commandement.
La mobilisation se fait rapidement en raison de l'expérience des guerres précédentes, et le 10 juillet, l'armée est prête à se battre. Elle est composée de trois armées disposées en profondeur le long de la frontière. Les deux premières armées font face au Danube, la troisième est située à la confluence de la Save et de la Drina.
Comprenant l’importance stratégique de la montagne Cer, Stepanović, commandant la Deuxième Armée, prend la défense de la montagne et de son alentour en attendant les renforts.

## Bataille
Le 14 août, les unités austro-hongroises pénètrent dans les monts Cer en devant lutter contre les Comitadjis. Elles souffrent de l'absence d'approvisionnement, notamment en eau, alors que les températures sont fort élevées. Elles s'installent sur le plateau.
Le premier affrontement sur la montagne du Cer a lieu dans la nuit du 15 au 16 août 1914, entre les 200 000 hommes de la 21e austro-hongroise et une division combinée de 180 000 Serbes. Les Serbes attaquent par surprise vers une heure du matin. Ils ont l'avantage de l'artillerie, étant en mesure de l'engager à plus courte portée, alors que l'artillerie autrichienne souffre des difficultés de logistique. 
Dans la nuit, après de féroces combats près de Tekeriš, les Serbes obligent les forces austro-hongroises à se retirer. Toutefois, le lendemain matin, la 9e division Austro-hongroise perce l'aile gauche et force la division combinée à se retirer. Le front se stabilise après l’intervention du général Stepanović qui amène la 1re Division de Morava, rejette la 9e Austro-hongroise et protège le Begluk.
Le retrait de la Drina par l’armée austro-hongroise, commencé dans la nuit de 19 août, se poursuit le lendemain en bon ordre malgré les attaques d'unités de cavalerie, d'infanterie et d'irréguliers serbes.

## Bilan
La première victoire des Alliés de la Première Guerre mondiale a permis de révéler le général Stepanović, et a considérablement renforcé le moral des Alliés.
En raison de mérites exceptionnels pour son aptitude au commandement et au contrôle durant la Bataille du Cer, le commandant de l'armée serbe Stepanović reçoit le grade de Vojvoda.
Les Austro-hongrois sont poursuivis vers la Drina et tentent un dernier combat dans Sabac du 21 au 24 août 1914 qui terminera la bataille du Cer.
L'offensive austro-hongroise doit cesser. Bien que les pertes en hommes et en matériel soient réparables, la perte de cadres nuit à l'armée. Le moral austro-hongrois diminue et le haut-commandement cherche un coupable. En raison de ses bonnes relations, Potiorek n'est pas inquiété et peut se défausser sur ses chefs de corps. La 21e division qui a subi les plus grandes pertes est particulièrement blâmée. Elle est principalement composée de soldats tchèques et dans tout l'Empire les Tchèques sont rendus responsables de la défaite. 
Cependant, les autres unités tchèques de l'armée se sont bien comportées, et l'échec de la 21e division doit plutôt être attribuée à son manque d'entraînement, à l'effet de surprise dû au manque de reconnaissance, à la fatigue et au manque de ravitaillement. 
Dans le combat du Cer les forces serbes ont perdu plus de 16 000 soldats, morts ou blessés, tandis que pour l'Empire austro-hongrois, les pertes s'élèvent à environ 28 000 hommes, dont 4 500 prisonniers.

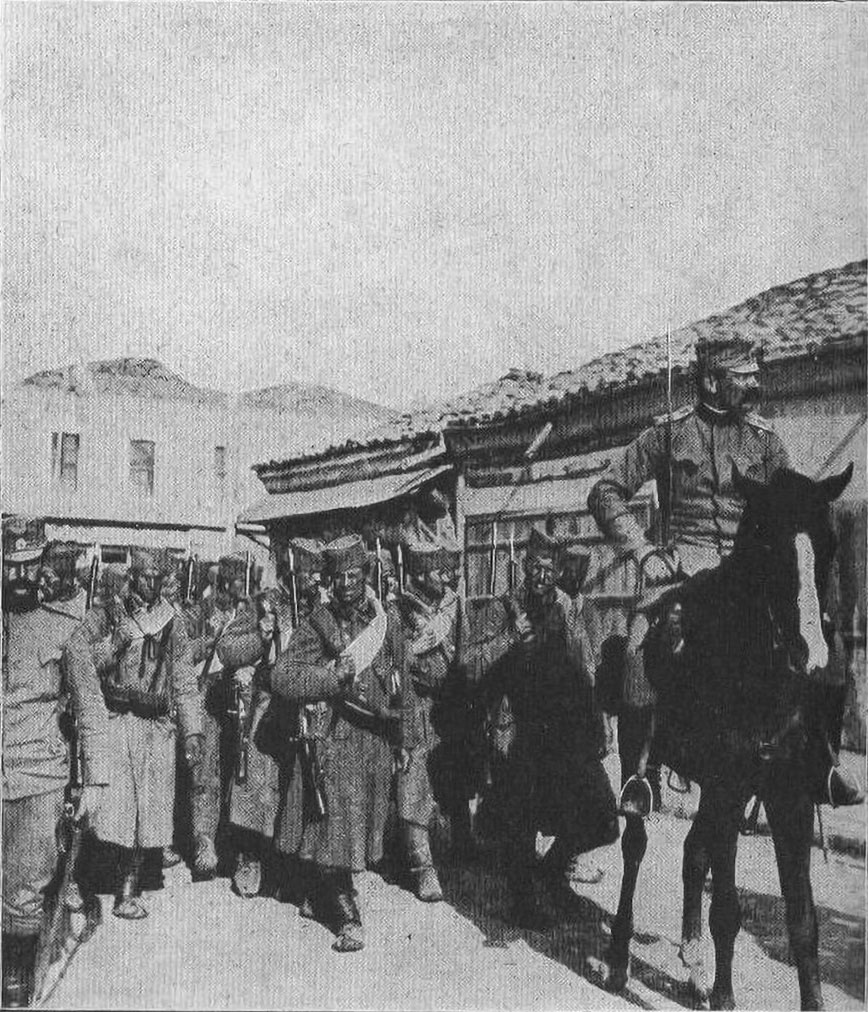
Avant la bataille, in Le Miroir.
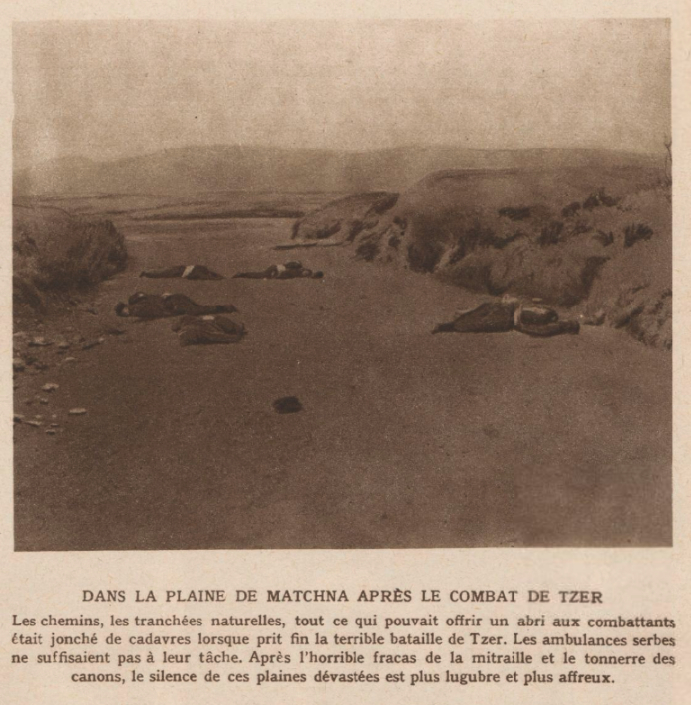
Après la bataille, publié dans Le Miroir le 6 septembre 1914.
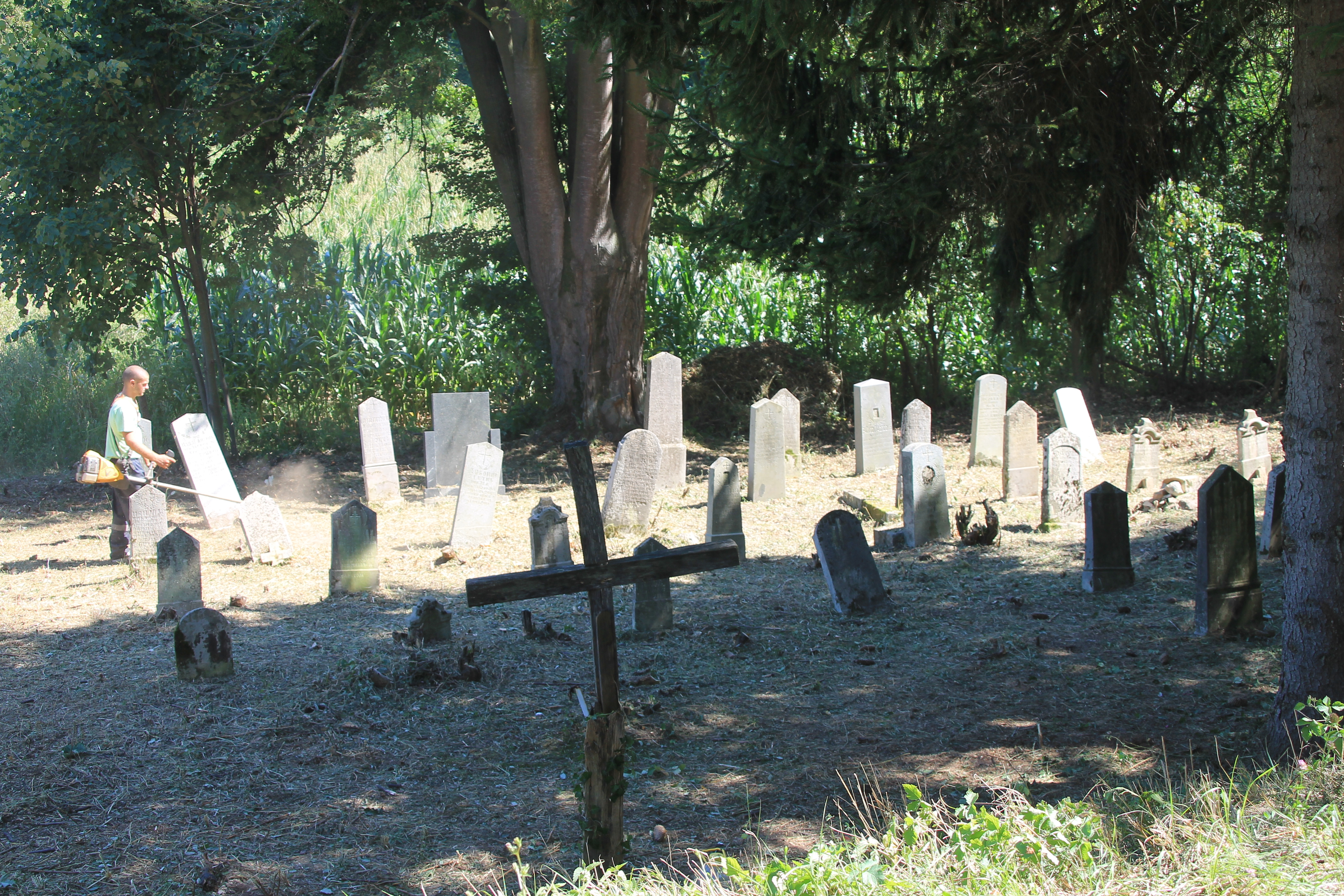
Cimetière de Krivaja.
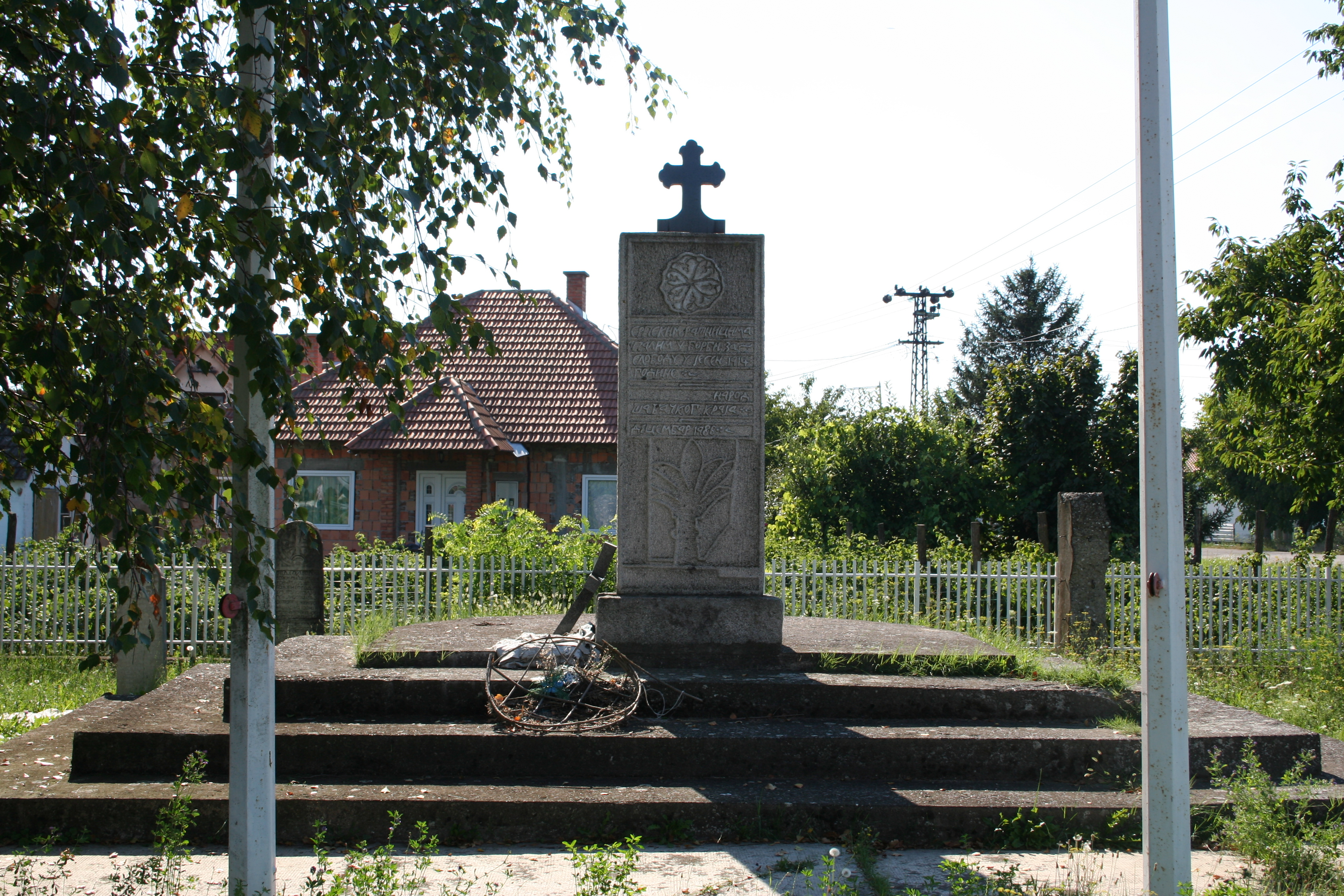
Cimetière de Majur.
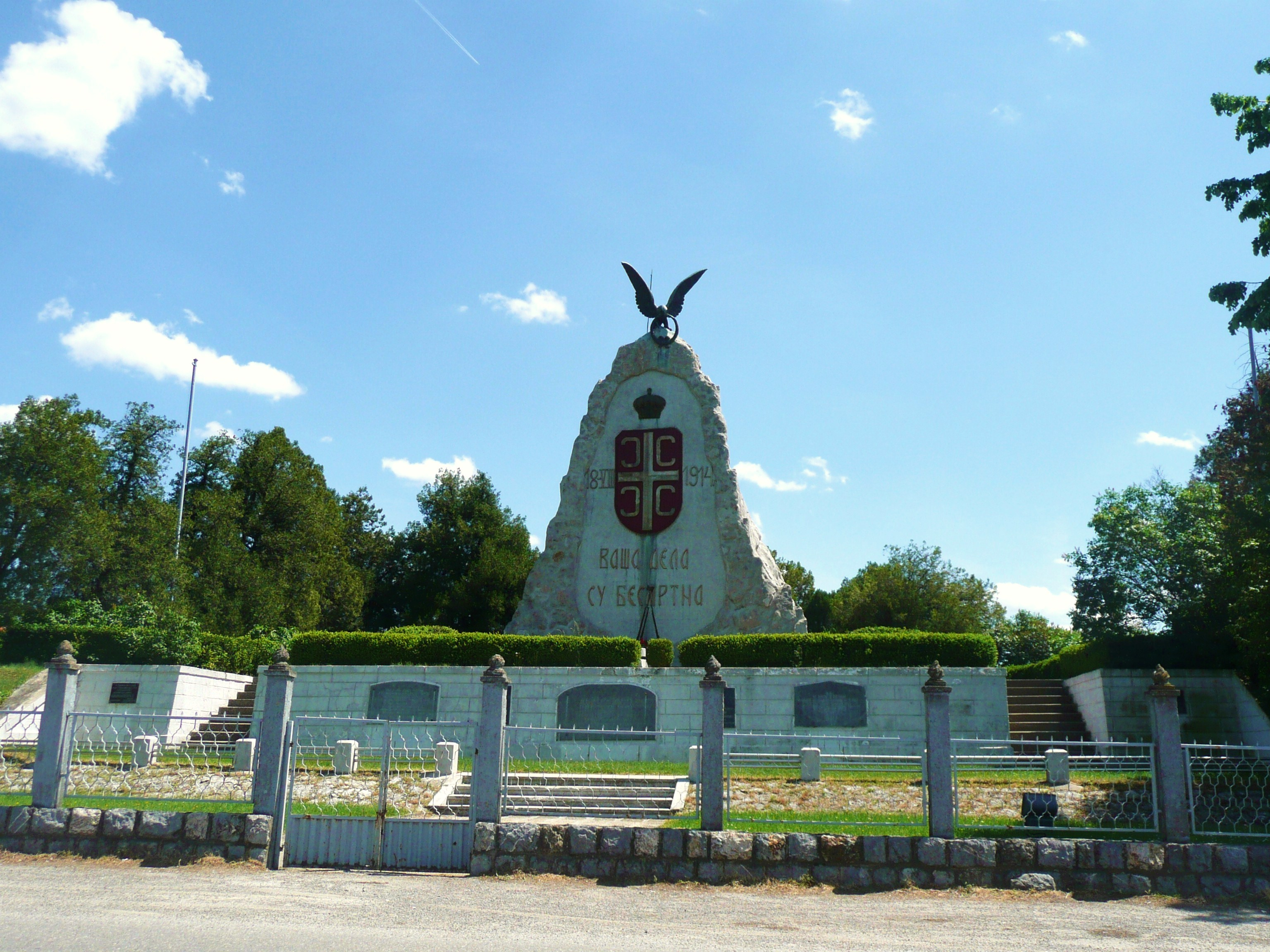
Mémorial du mont Cer.

## La Bataille du Cer dans la littérature

### Marche sur Drina
Le Marche sur la Drina est une marche traditionnelle serbe composée par Stanislav Binički après la bataille du Cer. On estime que la Marche sur la Drina est dédiée au commandant Stojanovic, tombé dans la bataille.
| У бој, крените јунаци сви Крен'те и не жал'те живот свој Цер да чује твој, Цер нек види бој Река Дрина - славу, храброст И јуначку руку српског сина. Пој, пој, Дрино, водо хладна ти Памти приче кад су падали Памти храбри строј Који је пун огња, силне снаге Протерао туђина са реке наше драге. Пој, пој Дрино, причај роду ми Како смо се храбро борили Певао је строј, војево се бој крај хладне воде Крв је текла Крв се лила Дрином због слободе. | Dans la bataille, allez tous les héros Avancez et n’ayez pas de pitié pour votre vie Pour que ton Cer t’entende, Que le Cer voie la Bataille Drina - honneur, courage Et la main héroïque du fils Serbe. Chante, chante, Drina, l'eau froide Souviens-toi de cette histoire quand ils tombaient Souviens-toi de la brave unité Qui est pleine de feu, de grande puissance Chassant l'étranger de notre rivière aimée. Chante, chante, Drina, parle à nos proches Comment nous nous sommes courageusement battus L'Unité chantait, Bataille près de l'eau froide Le sang coulait Le sang se déversait Dans la Drina pour la liberté. |

|  |  |

### Egon Erwin Kiš
Egon Erwin Kisch, journaliste austro-hongrois, en parlant de la défaite de l'armée austro-hongroise à la bataille du Cer, écrit à sa rédaction : « Ils sont excellents ces gars-là de Serbie, ils savent comment défendre leur pays. »